# Интеркултурални центар
Интеркултурални центар (мађ. Interkulturális Központ, Újvidék) је непрофитна омладинска невладина организација у Србији, са седиштем у Новом Саду. 
Циљ центра је да промовише и прошири могућности за културну забаву и разоноду младих и одраслих, повезаност различитих култура и важност очувања мађарске културне баштине у духу толеранције. У циљу постизања ових циљева предузима организацију кампова, предавања, презентација, курсева, образовних и културних програма, издавање и дистрибуцију публикација.
Циљ Интеркултурног центра је такође успостављање боље и ближе сарадње и размене искустава са Мађарском и мађарским културним, омладинским и другим организацијама и институцијама.
Председник организације је Мор Габор. 